# Dobrá TKD
Terminál Kombinovanej Dopravy Dobrá (Dobrá TKD) – terminal kontenerowy o znaczeniu międzynarodowym położony przy dwóch słowackich liniach kolejowej 101 A i 101 B w pobliżu ukraińsko-słowackiego przejścia granicznego Czop-Čierna nad Tisou.

## Historia
Terminal należy do słowackiego przewoźnika kolejowego ZSSK CARGO. Został zbudowany w 2002 r. w celu obsługi pociągów kontenerowych, przewożących ładunki pomiędzy krajami byłego Związku Radzieckiego i państwami Unii Europejskiej. Uruchomione terminalu Dobrá TKD miało miejsce w 2006 r. W 2009 r. został on oddany na piętnaście lat w dzierżawę rosyjskiej firmie spedycyjnej JSC TransContainer, która należy do Kolei Rosyjskich (RZD).

## Charakterystyka
Terminal Dobrá TKD położony jest na styku dwóch szerokości torów. Od strony wschodniej dochodzi do niego grupa torów 1520 mm, od strony zachodniej - 1435 mm. Na terminalu znajduje się rampa o długości około 600 metrów oraz dwie suwnice bramowe do przeładunku kontenerów z pociągu na pociąg.
Na Dobrá TKD możliwy jest przeładunek do 250 000 TEU rocznie.